# Europafietsers
De Europafietsers is een vrijwilligersorganisatie die in 1981 is opgericht met als doel landkaarten op de markt te krijgen die op de behoefte van toeristische fietsers waren toegesneden. Zij wilden dit doel bereiken door cartografische adviezen te geven, door een overzicht van bestaand materiaal te bieden en in de derde plaats door eventueel in eigen beheer kaarten uit te brengen. Het eerste product van de Europafietsers was dan ook in 1983 een overzicht van alle toeristische fietsroutes in Nederland. 
Al snel gingen ze echter fietsroutes ontwikkelen die vanuit Nederland Europa ingingen. De eerste waren 'Fietsen van Maastricht naar de Méditerranée' en de 'St Jacobs Fietsroute' naar Santiago de Compostella. 
In de loop van de tijd zijn er routes door België, Frankrijk, Spanje, Duitsland, Denemarken, Oostenrijk, Hongarije en Groot-Brittannië ontwikkeld.
Naast de 'Jacobsroute' zijn dat onder andere de 'Limesroute', de 'Groene weg naar de Middellandse Zee', 'Fietsen over Oude Wegen' en 'Fietsroute naar Praag'. Op hun website staat een actueel overzicht. 
De laatste jaren zijn de Europafietsers ook actief geweest met de ontwikkeling van het Fietsweb.
Tot januari 2010 was de naam van de organisatie Fietskaart Informatie Stichting (afgekort tot FIS).

## Fietsweb
Het fietsweb is een verzameling beschreven fietsroutes door Europa. 

### Spaken
Vanuit Nederland kunnen vakantiefietsers over de uitvalsroutes (spaken) van het web naar tal van verre en minder verre bestemmingen in Europa fietsen. De meeste spaken zijn bekende lange-afstand fietsroutes van Nederlandse auteurs. Daarnaast zijn sommige buitenlandse fietsroutes opgenomen. Veel LF-routes sluiten aan op de spaken van het Fietsweb. 

### Ringen
Ringen zijn meestal geselecteerde buitenlandse fietsroutes. Soms zijn Ring-trajecten specifiek gemaakt voor het Fietsweb (met name die in Frankrijk, het populairste fietsvakantieland). 

### Knooppunten
Het Fietsweb is opgebouwd uit Spaken en Ringen die elkaar kruisen in knooppunten. Omdat u via ringen van de ene naar de andere spaak kunt fietsen, helpt het Fietsweb u op weg om allerlei kortere en langere fietsronden te maken. 

### Routeboekjes
- St. Jacobsroute (3 delen)
- Langs Oude wegen en Pelgrimssteden (2 delen)
- De groene weg naar de Middellandse zee (2 delen)
- Jutlandroute
- Fietsen naar Praag
- Schotland rond (2 delen)
- Limesroute (3 delen)
- Van Gogh route
- Katharen-Basken route
- Normandië-Bretagne route
- Loire Kastelen route
- Groene Valleien route
- Midden Frankrijk route
- Noorse Kustroute
- Spoor van de Vrijheid
- Dwars door de Balkan
- Sultans Trail
- In het Spoor van El Cid